# 夜勤病棟シリーズ
『夜勤病棟』（やきんびょうとう：Night Shift Nurses）とは、ミンクが制作したアダルトゲームシリーズであり、これを原作としたOVAやアダルトビデオも多数出版されている。また、パチスロ機、SMクラブも存在している。

## 歴史
- 1999年12月22日、『夜勤病棟』発売
- 2000年12月22日、『夜勤病棟〜特別盤〜』発売
- 2002年7月26日、『夜勤雀棟』発売
- 2003年10月11日、『夜勤病棟 DVDPG』発売
- 2004年1月15日、『夜勤病棟・弐』発売
- 2004年10月15日、『夜勤病棟・弐 DVDPG』発売
- 2004年12月10日、『夜勤病棟・参』発売
- 2005年4月8日、『夜勤病棟・参 DVDPG』発売
- 2005年5月13日、『七瀬恋』発売
- 2005年12月9日、『夜勤雀棟・弐』発売
- 2006年9月3日、SMクラブ『夜勤病棟』渋谷にオープン。
- 2006年11月10日、『風間愛』発売
- 2006年12月22日、『夜勤病棟 復刻版+』発売
- 2007年7月2日、パチスロ『夜勤病棟』ホールデビュー（最速導入ホールでは）
- 2008年10月31日、『夜勤雀棟 壱・弐 復刻版+』発売
- 2011年6月24日、『真・夜勤病棟』発売
- 2012年1月27日、『夜勤病棟 零』発売
- 2024年2月22日、『夜勤病棟リメイク』発売[1]

## 夜勤病棟
『夜勤病棟』は 1999年12月22日に発売されたアダルトゲームであり、シリーズ第1作に当たる。
同作は聖ユリアンナ病院に転勤した医師・比良坂 竜二が同院に勤務するナース（看護師）たちを調教・凌辱していく内容である。
これまでにDVDPG版や内容強化版などが発売されている。リメイクも2度にわたって行われており、2011年6月24日には最初のリメイクである『真・夜勤病棟』がミンクから発売された。ミンク解散後の2024年2月22日には、FG REMAKEによる『夜勤病棟リメイク』が発売された。

## 夜勤病棟・弐
2004年1月15日に発売されたゲームであり、ミンクのサブブランドM no Violetのデビュー作に当たる。恋以外の登場人物は一新された。

### あらすじ（弐）
産婦人科医・九羽原 総一郎は目を付けた女性を肉体的にも精神的にも凌辱し尽くすことを楽しむという危険な一面を有しており、「改凌」と呼ぶ行為で女たちを調教していった。
彼は研修医として勤務していた病院で出会ったナースの七瀬 恋を追い求め、病院を転々とし、ついには聖カトレア総合病院に産婦人科医として赴任する。
それからして、恋が同院の産婦人科にナース主任として赴任してくる。

### 登場人物（弐）
九羽原 総一郎（くわばら そういちろう）
声：ワッショイ太郎（川田紳司）
本作の主人公。聖カトレア総合病院に赴任してきた産婦人科医で、大病院の経営者の御曹司でもある。聖ユリアンナ病院に研修医として入った際、サポート役のナースである七瀬恋に恋い焦がれており、彼女を追い求めて病院を転々としてきた。一方で、竜二に恋を奪われる夢を毎晩のように見る。
その本性はとてつもなく歪みきったサディストであり、目を付けた女性を肉体的にも精神的にも凌辱し尽くすことを趣味にしている。
風間 愛（かざま まな）
声：野神奈々
聖カトレア総合病院の産婦人科のナース。恋の異父妹で、恋に対する劣等感を抱いている。22歳。
小之原 香蓮（このはら かれん）
声：浅野麻理亜
聖カトレア総合病院の産婦人科のナース。愛の同級生にして友達。潔癖症。
手塚 咲雪（てづか さゆき）
声：岩田由貴
聖カトレア総合病院の小児科のナース。20歳。愛の看護学校時代の後輩。子ども好きで頑張り屋だが、ドジでのろまという短所を持つ。また、病床の母と幼い弟のためにしっかりしなければならないと思っている。
野上 涼華（のがみ すずか）
声：須本彩奈
聖カトレア総合病院の放射線科のナース。幼い見た目をしているが、実年齢は20歳である。また、社交的ではなく、つかみどころがない。
金城 璃瑠（かねしろ りうる）
声：北条明日香
聖カトレア総合病院の院長の女性。35歳。神宮寺成美とは大学院時代の同級生。既婚者。日本人とロシア人のハーフであり、金髪碧眼という容姿をしている。
七瀬 恋（ななせ れん）
声：御影由宇
聖カトレア総合病院の産婦人科のナース主任。27歳。愛を妹のように思っている。4年前の聖ユリアンナ病院での事件以来、姿を消していたが、璃瑠からスカウトされて赴任してきた。

### 主題歌（弐）
EDテーマ「蒼き罪の唄」
歌：キラ
イメージソング「いつか、風の中に」
歌：キラ
いずれの2曲もロックンバナナのサブレーベル・dandelionによるオムニバスアルバム『黒の追憶』に収録されている。

### 開発(弐)
同作のスタッフの一人であるDEN.は、咲雪役の声優の声質がイメージ通りであるとソフマップに寄せた記事の中で述べており、加虐欲を掻き立てるような演技だったとも述べている。女性スタッフのMIKALINも、最初は臆病だった咲雪が調教によって大胆な性格に変化する様子が面白かったと話している。同作の音声編集を務めたたいちょ～も咲雪の可愛さを認めつつも、璃瑠役の収録後は瑠璃が一番かわいいという考えに変わったとも話しており、ロシア人のハーフとかわいらしさのギャップがたまらないともしている。また、たいちょ～は個人的なお気に入りとして涼華を挙げており、そのつかみどころのなさを評価している。

### 反響（弐）
ショッピングサイト「DLsite.com」では 2007年12月21日に発売されており、同サイトによる「美少女ゲーム 総合ランキング」（2008年）では、98位にランクインしている。

## 夜勤病棟・参
2004年12月10日にM no Violetから発売された。

### あらすじ（参）
主人公は戸籍を売り、「空」という偽名で生活をする中、聖十字架病院の院長である御影 麗佳から新薬の臨床試験への参加を持ち掛けられる。新薬の副作用によって知能が高まった彼は、自分をいじめてきた女達への復讐を企む。
その後、空が重い副作用に陥ったことがきっかけで、臨床試験の真の目的が人類改造計画であることが暴露され、院長は解任される。最終的に空は寝たきりという実験前よりも悪い状態に陥るも、自分に対して愛情が向けられる彼にとっては幸福なものだった。

### 登場人物（参）
空（そら）
声：郷野三郎
主人公。聖十字架病院で行われる臨床試験に参加する男性。空という名前は偽名であり、苗字や戸籍すらない。昔から苛められていたため、卑屈な性格をしている一方、性欲は人一倍ある。
八神 優（やがみ ゆう）
声：木村あやか
聖十字架病院に研修に来ているナース。20歳。主人公の担当者として、体調管理や身の回りの世話をする。
夕凪 静音（ゆうなぎ しずね）
声：高倉美流
聖十字架病院のナース主任。26歳。冷静沈着な性格。近眼のため、眼鏡をかけている。
如月 ひより（きさらぎ ひより）
声：倉沢はるか
聖十字架病院のナース。18歳。アメリカにいた経験があり、飛び級で学校を出ている。一方で、無邪気な性格をしており、性知識に疎い。
御影 麗佳（みかげ れいか）
声：緒田マリ
聖十字架病院の院長。30歳。院長になる前は腕の良い外科医として知られていた。院長に就任した後は、新薬の開発に取り組む。
九条 桜子（くじょう さくらこ）
声：柏倉れん
主人公と同じ臨床実験の被験者。22歳。自己中心的な性格をしている。

### 主題歌（参）
孤独なレイニーディ
作詞：A.Masato / 作曲：不知火ぴゅ～太朗 / 編曲：不知火ぴゅ～太朗・ジャック=Dニョール / 歌：八神 優（木村あやか）
ロックンバナナのサブレーベル・dandelionによるオムニバスアルバム『黒の追憶』に収録されている。

## 夜勤ヒロインシリーズ
メインヒロインの過去（オリジナル）を主題にしたスピンオフゲームの総称。

### 七瀬恋
2005年5月13日に発売されたゲーム。七瀬恋の看護学校時代を描いているが、「本編以前に恋が調教を受けていたら」という別の可能性を描いたパラレルワールドに相当する。
登場人物
七瀬 恋
声：御影由宇
看護学校生徒。
伊佐美 鈴花（いさみ りんか）
声：一色ヒカル
看護学校生徒で恋の同級生。
岩井 乃衣子（いわい のえこ）
声：内野ぽち
看護学校の講師。
戸薩 好一（とさつ こういち）
看護学校の講師で、本作の主人公。

#### 主題歌（七瀬恋）
OPテーマ「MIDNIGHT MEMORY」
作詞：下田芳裕 / 作曲：山本秀樹 / 編曲：？ / 歌：七瀬恋（御影由宇）
ロックンバナナのサブレーベル・dandelionによるオムニバスアルバム『黒の追憶』に収録されている。

### 風間愛
2006年11月10日に発売されたゲーム。風間愛の看護学校時代を描いている。
登場人物
三途川 渉（みずかわ あゆむ）
サナトリウムの患者で、本作の主人公。
医師から余命幾許も無いと告げられた上に精神病も患っている。
自殺計画を立てる事が趣味でその予行演習以外で外界との接触を嫌うという、その素行振りから「厄介な患者」としてベテランナースでさえも、手を焼かされた末に辟易して匙を投げてしまうほど。その為、医師やナースのほとんどから嫌われている。
ルートの内容によっては死亡する場合もある。
風間 愛
声：野神奈々
看護学校生徒。本作のメインヒロイン。
伊佐美 鈴花
声：一色ヒカル
サナトリウムの主任。
時沢 芽優（ときさわ めゆ）
声：中家菜穂
サナトリウムの現在の主人公担当ナース。
評価
イ・ヤン提督は「Media  Clip」に寄せた記事の中で、前作『七瀬恋』からゲームバランスが改善されたと評しており、前作のシステムを引き継ぎつつも、時間の概念を排して会いたい相手だけを選べるようになったことでテンポよく物語が進むようになったと述べている。イ・ヤン提督は主人公である渉の設定が過去作品の主人公とが異なるため好みが分かれるとしつつも、死亡する結末を迎えるルートは切なさを感じたという。

## 恋の恋 〜れんのこい〜
2008年11月28日にM ni AQUAブランドで発売されたスピンオフゲーム。七瀬恋の学園時代を描いているが、本編のような鬼畜凌辱はないラブストーリーで、七瀬恋が看護師を目指さず学園での初恋の時期を描くifストーリー。2009年2月27日にはファンディスク『恋の恋 Others 〜れんのこい・あざーず〜』が発売。2010年11月12日には『恋の恋 〜れんのこい〜 DVDPG』が発売。
『恋の恋』のシステムは一般的なアドベンチャーゲームとマップ移動を組み合わせたものであり、マップ移動システムは『夜勤病棟』に近いものを採用しているが、難易度は抑えられている。

### 登場人物（恋の恋）
黄泉 武（こいずみ たける）
主人公、学生
七瀬 恋
声：水純なな歩
主人公の初恋の人で転校生、メインヒロイン。
咲芝 伽羅（さくしば きゃら）
声：東かりん
主人公のクラスメイト、メインヒロイン。
松林 時雨（まつばやし しぐれ）
声：中家志穂
主人公のクラス委員長、メインヒロイン。
児玉 ひかる
声：渋谷ひめ
主人公と同じクラブ部員。
藤沢 亜子
声：如月葵
着物姿で公園にいる人。
新城礼美
声：香澄りょう
看護師。
神宮寺 成美
声：秋風弥生
お隣のお姉さん。
狩谷 輝（かりや てる）
声：神城優斗
主人公の親友。
黄泉 和樹（こいずみ かずき）
声：小次狼
主人公の父。
黄泉 亜加利（こいずみ あかり）
声：逢川奈々
主人公の母。Othersでヒロインに昇格、息子と不倫関係に陥る。
比良坂 竜二
声：天城蓮太郎
変質者。
春雨さん
声：森山いちご
コスプレ店の店員。Othersで登場のヒロイン。

### 制作（恋の恋）

#### 開発
『夜勤病棟』第一作が発売されてから10年の間、アダルトゲーム業界では病院を舞台とした凌辱ものが飽和状態にあることから、方向性を変えて純愛路線にしようということとなった。『夜勤病棟』シリーズの新作を出すにあたり、ユーザーからも「第一作のメインヒロインである七瀬恋を主題とした純愛ものが見たい」という要望が多く寄せられたことから、この作品を作ることがきまった。
このことから、従来の『夜勤病棟』シリーズにあった凌辱要素ではなく、純愛というテーマに即した濃厚なHシーンを入れる方針が取り入れられた。
『恋の恋』のシナリオは、M ni AQUAの『南の島に降る雪』でデビューしたYOSHI光が手掛けた。
YOSHI光が公式インタビューで語ったところによると、『恋の恋』という題名を付けたのは壽々郎であり、『南の島に降る雪』のマスターアップ直後に企画が立ち上がったとされている。
YOSHI光は病院ではなく学園を舞台とした理由や、季節を秋に設定した理由として、自分の抱く純愛のイメージとして真っ先に思い付いたためと明かしている。

#### セッティング
『夜勤病棟』第一作の攻略対象であるひかる・亜子・礼美・成美の4人も『恋の恋』に登場する。キャラクターの背景は『夜勤病棟』と同一ではないものの、何らかの関連性を持たせている。
キャラクターデザインはさんた☆まりあが担当しており、公式インタビューでは苦労したこととして、シリーズ過去作品と絵柄を合わせることと、壽々郎から恋の髪型を変更するよう指示されたことを挙げている。
また、『恋の恋』にはオリジナルキャラクターとして伽羅と時雨の2人が登場しており、いずれもYOSHI光の好みが反映されている。

### 主題歌
- イメージソング 「告白」
  - 歌：宮沢ゆあな / 作詞・作曲：ちづ / 編曲：SNOW

## 夜勤病棟 零
2012年1月27日に発売されたゲーム。1作目より前、医大生時代の比良坂竜二と神宮寺成美の出逢いを描いている。

### あらすじ（零）
比良坂 竜二と神宮寺 成美は、アクスレビオス医科大学の学年首席と次席として互いに対立していた。卒業を控えたある日、成美は自分が目をつけた女達を調教するという勝負を持ちかける。

### 登場人物（零）
比良坂 竜二（ひらさか りゅうじ）
アクスレビオス医科大学の学年首席。問題児としても知られている。
寮暮らし。唯一の肉親である姉の詩弦には頭が上がらない。さすがに身内を犯すのには躊躇いもあったが、成美との勝負であることと、プライドによって乗り越えた。万年、金欠。噂で「女子学生に勉強を教える代わりに、淫らな行為を要求する」とされている。凡人よりも射精量がすごい。
甘宮 心（あまみや ここ）
声：朝香ナツ
アクスレビオス医科大学2回生。
勤勉でおしとやかな性格である一方、周囲から嫌われている竜二を尊敬していることから周囲の注目を集めている。
寮暮らしでお金がない。隠れ巨乳。ラクロスをやっている。
祁答院 英莉（けどういん えり）
声：沢城りず
アクスレビオス医科大学の四回生で、日本4大製薬会社の1つを経営している祁答院家の令嬢。
アスクレピオスの女帝と呼ばれている。尊大な性格。いつも昼頃に黒塗りの大きな車で登校してくる。多くの取り巻きをつれている。鳳（おおとり）という名前の婚約者がいる。
比良坂 詩弦（ひらさか しづる）
声：ヒマリ
竜二の実の姉で、アクスレビオス医科大学事務員。
竜二のことを「竜ちゃん」と呼ぶ。竜二の面倒をみたいがために、アスクレピオス医科大学の事務員の職に就いている。女子寮の管理人もつとめる。容姿に惹かれて、よく男性に声をかけられている。胸が大きいことを気にして、恥ずかしがっている。大らかでお人好しな性格。料理が上手。いままで誰とも付き合ったことがない。竜二を育てるために一生懸命であり、彼の学費を賄うこともあった。働き者で、仕事はテキパキこなす。
神宮寺 成美（じんぐうじ なるみ）
声：長原杏子
アクスレビオス医科大学6回生で、学年次席として知られている。竜二に甘宮、英莉、詩弦を落とすゲームを持ちかける。
男性経験は無かったが、竜二との賭けに負けて、処女を奪われている。賭けに負けた際には、逃げ出そうとしたが鍵を閉められておりできなかった。
社 文明（やしろ ふみあき）
薬学科6回生で、アダルトグッズ製作サークル「グッド・プロダクツ」の部長を務めている。竜二の女体実験について知っているが、自分達のサークルで作った裏グッズであるアダルトグッズを竜二に使って欲しいと話を持ちかけ、器具のレビューなどを見返りとしたうえで、実験には器具を提供することを約束している。
早苗（さなえ）
竜二の後輩。勉強を教えてもらい、見返りとして無理矢理に竜二に犯されている。
弓塚 麻耶（ゆみづか まや）
女性。准教授。心の担当。心へオナニーをすることを止めていた。既婚者。学内で若い学生に色目を使っていた。

### 評価（零）
ライターのイ・ヤン提督は「Media Clip」に寄せたレビュー記事の中で、まさにエピソード0という感じであると評しており、あの竜二に姉がいたというのは衝撃的であり、やや強引な後付設定だとしつつも面白かったからそれでよいともしている。また、イ・ヤン提督は夜勤病棟シリーズ未経験者でも楽しめるシナリオ構成であることに加え、医科大学を舞台とした調教ものとしても普通に楽しめるとする一方、従来よりも内容がマイルドなので好みが分かれるだろうとしている。

## 麻雀ゲーム

### 夜勤雀棟
2002年7月26日に発売された18禁麻雀ゲーム。2003年1月にはアーケード版が稼動。アーケード版はゲーム開始時に実写かアニメを選択可能（店舗側の設定で一方に固定することも可能）。

### 夜勤雀棟・弐
2005年12月29日に発売。主人公の声は中本伸輔を担当。

### 評価（夜勤雀棟・弐）
ライターのイ・ヤン提督は「Media Clip」に寄せたレビュー記事の中で、ストーリー性が高くない分シリーズ未経験者でも楽しめるのではないかとしている。また、麻雀ゲームとしてのゲームバランスは高い方であり、相手が弱すぎたり、逆に一方的にアガリを繰り返す反則じみた挙動がないと評価している。一方で、リーチ後のオートツモの欠如や、誤リーチや誤ツモができてしまう分、二人打ち麻雀のサクサクしたスピードになれた人には面倒かもしれないと指摘しており、通常のモードとは別にイカサマモードがあるとよかったとしている。

### 夜勤雀棟 壱・弐 復刻版+
2008年10月31日に発売。イベントCGの追加を行っている。

## OVA

### 夜勤病棟・弐
発売元：メディアバンク
1-5巻、総集編1巻

#### 主題歌（OVA）
- OPテーマ「Last Scene」
  - 歌：風間愛（野神奈々）
- EDテーマ「時間の迷宮（ときのlabyrinth）」
  - 歌：七瀬恋（御影由宇）、作詞：富井恒、作曲＆編曲：MASAMI

### 夜勤病棟 Kranke
発売元：ディスカバリー
- 夜勤病棟 Kranke 児玉ひかる
- 夜勤病棟 Kranke 児玉あい
- 夜勤病棟 Kranke 七瀬恋

### 夜勤病棟・参
発売元：ディスカバリー
1-3巻

### 夜勤病棟ヒロインシリーズ
発売元：ソフト・オン・デマンド/シュガーボーイ
- アニメ 七瀬恋 ※2005年度、第4回美少女アニメーション大賞を受賞。
- アニメ 風間愛 ※2006年度、第5回美少女アニメーション大賞を受賞。
- アニメ 八神優
- 七瀬恋 風間愛 八神優 フェラチオクライマックス

#### 主題歌
- OPテーマ「SURE?REALLY?DARING?」

歌：池田ひかる
- EDテーマ「カタコイ」

歌：池田ひかる
再編集イメージ映像
音声は新作録りで映像は再編集。
- 七瀬恋があなたのオナニーのための肉便器奴隷声優になりました。
- 七瀬恋があなたのオナニーのための肉便器奴隷声優になりました。2
- 風間愛があなたのオナニーのための肉便器奴隷声優になりました。
- 八神優があなたのオナニーのための肉便器奴隷声優になりました。
- 七瀬恋・風間愛・八神優 肉便器奴隷声優コンプリート 570min.4in1DVD

## その他の関連作品

### 実写版
- 夜勤病棟 - 制作：メディアバンク / 出演：白川なるみ、つかもと友希、桜菜々、吉田あゆみ
- AV 七瀬恋 〜陵辱でご奉仕ナース〜  - 制作：イフリート / 出演：かすみ果穂
- AV 風間愛 〜天使破壊〜  - 制作：イフリート / 出演：若葉かおり
- AV 八神優 - 制作：イフリート / 出演：灘ジュン
- 夜勤病棟ヒロインシリーズ総集編　七瀬恋・風間愛・八神優 - 制作：イフリート / 出演：かすみ果穂、若葉かおり、灘ジュン

### 朗読劇
舞台 七瀬恋
ゲーム『七瀬恋』の朗読劇であり、劇団ボイスウィザードが2005年12月3日に上演した。
- 出演者
  - 七瀬恋 - 吉田裕貴
  - 戸薩好市 - 金子幸伸
  - 石川正明、片浦寛子、蘇武健治、宮永麻衣、中山依里子、内野一、長野敦志、平田絵里子、吉良克哉、向山智成、小田純也、渡瀬雪絵、相沢あすか、中司優花

ドラマCD：2006年6月26日（ENT-CDA002）

### 小説
全巻がパラダイム出版より出版。
高橋恒星著
- 夜勤病棟・弐 ISBN 4-89490-721-6
- 夜勤病棟・参 ISBN 4-89490-744-5

布施はるか著
- 七瀬 恋 ISBN 4-89490-773-9

深町薫著
- 風間 愛 ISBN 978-4-89490-822-2

雑賀匡著
- 恋の恋 ISBN 978-4-89490-906-9
- 恋の恋Others  ISBN 978-4-89490-919-9

### アンソロジーコミック
宙出版より出版。
- 夜勤病棟・参
- 七瀬 恋

### アプリ
『添い寝 夜勤病棟・七瀬恋』のタイトルと唯香による音声で、au18禁アプリとして虹屋よりリリースされた。2012年10月24日にはでんでんアソシエイトからAndroid版がGoogle play Storeを通じて配信された。

### その他商品
美少女フィギュア
- 夜勤病棟・弐 七瀬 恋 - 2007年ごろにギガパルスより発売された[16]。2008年には仕様を変更したDX版が発売された[17]。
- 夜勤病棟・弐 風間 愛 - 2007年ごろにギガパルスより発売された[16]。

## CD

### ドラマCD
- 夜勤病棟・弐〜眩惑の堕天使〜 第一章 風間愛（2004年4月3日）
  - OP「冤罪」歌：UR@N
  - 出演：野神奈々、浅野麻理亜、岩田由貴、須本彩奈、北条明日香、御影由宇、ワッショイ太郎
- 夜勤病棟・弐〜堕落の診断室〜（2004年8月19日）
  - 出演：野神奈々、浅野麻理亜、岩田由貴、須本彩奈

### サウンドトラック
夜勤病棟・弐 サウンドトラック・カトレア（2004年3月24日）
ゲーム中で使用されたBGM、EDテーマ、イメージソング完全収録。